# 司启富
司启富（1960年—），江苏沭阳人，汉族，中华人民共和国政治人物、第十二届全国人民代表大会解放军代表。
毕业于空军第一预校飞行专业。加入中国共产党。2013年，担任全国人大代表。